# 烏瓦茨河
烏瓦茨河是位於巴爾幹半島上的一條國際河流，穿過塞爾維亞西南部及波黑東部，全長119公里，注入利姆河。烏瓦茨河流域面積有1,310平方公里，屬於黑海的集水區，並不通航，平均流量是每秒18立方米。烏瓦茨河也是塞爾維亞的七大自然奇蹟之一。

## 外部連結
- Uvac Special Nature Reserve （页面存档备份，存于）